# United States Carriage Company

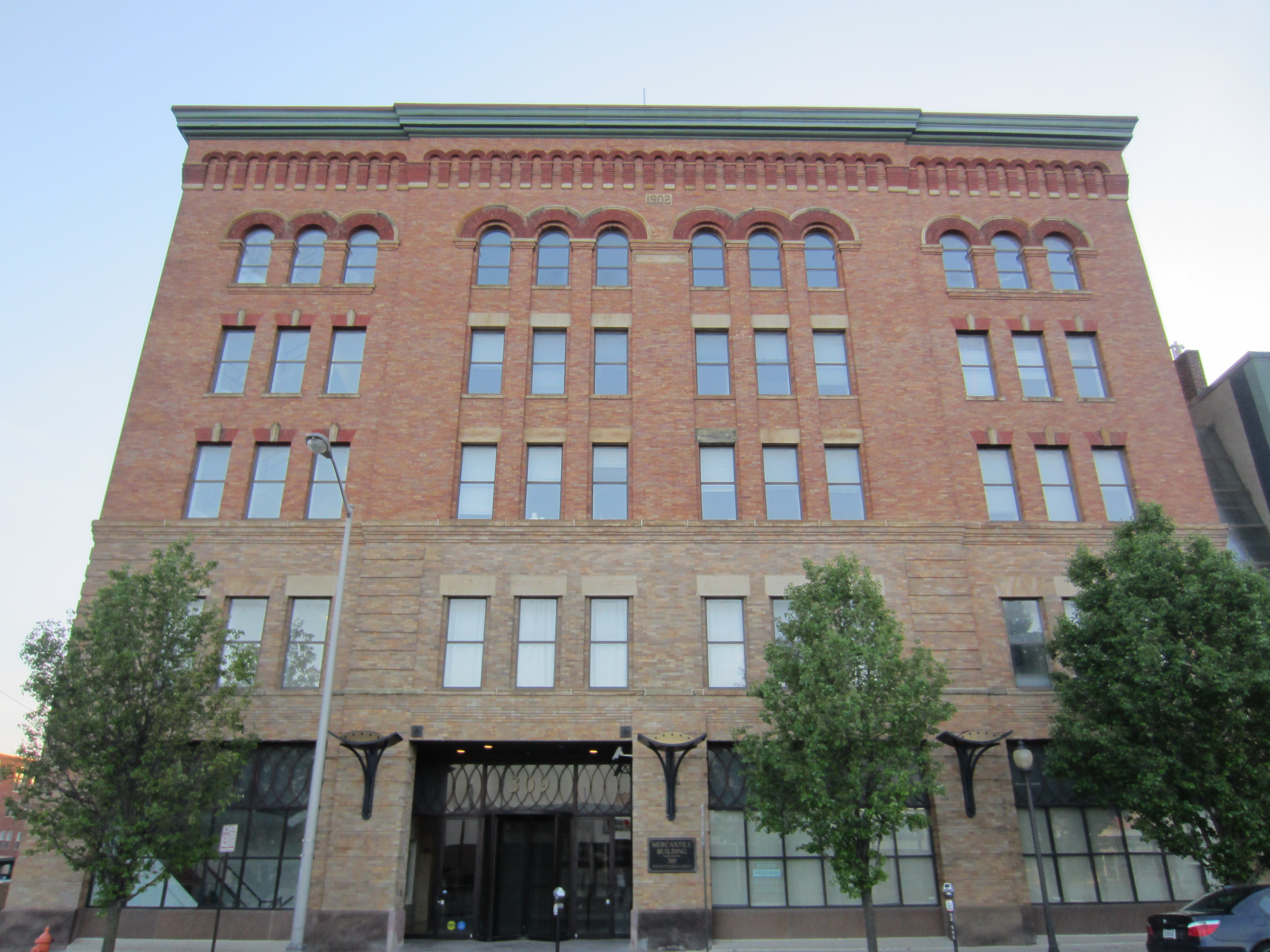
Gebäude, erbaut 1902

United States Carriage Company war ein US-amerikanischer Hersteller von Fahrzeugen.

## Unternehmensgeschichte
Der Deutschstämmige Charles Frederick Myers gründete in den 1870er Jahren das Unternehmen. Der Sitz war in Columbus in Ohio. Zunächst stellte er Kutschen her. 1910 begann die Produktion von Automobilen. Der Markenname lautete Great Eagle. 1915 begann die Insolvenz. Gleichzeitig endete die Produktion.
Pläne für einen Neuanfang 1918 konnten nicht umgesetzt werden.

## Fahrzeuge
Von 1910 bis 1911 gab es den 40 HP. Er hatte einen Vierzylindermotor mit 40 PS Leistung. Das Fahrgestell hatte 320 cm Radstand. Model 1215 war eine Limousine und Model 1217 ein Landaulet, beide mit sieben Sitzen.
1912 bestand das Sortiment aus zwei Modellen. Das Model 4-50 hatte einen Vierzylindermotor mit 36 PS sowie 343 cm Radstand. Das Model 6-60 hatte dagegen einen Sechszylindermotor mit 60 PS und mit 351 cm einen längeren Radstand. Die Aufbauten entsprachen dem Vorjahresmodell.
1913 ersetzte das Model B das bisherige Vierzylindermodell. Der Motor leistete nun 50 PS. Der Radstand blieb unverändert. Ein siebensitziger Tourenwagen ergänzte die zur Verfügung stehenden Aufbauten. Außerdem gab es eine zehnsitzige Limousine mit 361 cm Radstand. Das Model C war das Sechszylindermodell. Der Motor leistete 60 PS. Der Radstand betrug gewöhnlich 361 cm, bei der langen Limousine 373 cm. Die Karosseriebauformen entsprachen dem kleineren Modell.
Von 1914 bis 1915 stand das Model 4-50 im Sortiment. Die Motorleistung war mit 50 PS angegeben. Der Radstand maß 351 cm. Model A war ein zweisitziger Roadster und Model B ein siebensitziger Tourenwagen. Das bisherige Sechszylindermodell wurde nun Model 6-60 Model C genannt und war nur noch als siebensitziger Tourenwagen erhältlich. Die Daten entsprachen dem Vorjahresmodell.

## Modellübersicht
| Jahr      | Modell     | Ausführung | Zylinder | Leistung (PS) | Radstand (cm) | Aufbau                                                       |
| --------- | ---------- | ---------- | -------- | ------------- | ------------- | ------------------------------------------------------------ |
| 1910–1911 | 40 HP      | Model 1215 | 4        | 40            | 320           | Limousine 7-sitzig                                           |
| 1910–1911 | 40 HP      | Model 1217 | 4        | 40            | 320           | Landaulet 7-sitzig                                           |
| 1912      | Model 4-50 |            | 4        | 36            | 343           | Limousine 7-sitzig, Landaulet 7-sitzig                       |
| 1912      | Model 6-60 |            | 6        | 41            | 351           | Limousine 7-sitzig, Landaulet 7-sitzig                       |
| 1913      | Model B    |            | 4        | 50            | 343           | Tourenwagen 7-sitzig, Limousine 7-sitzig, Landaulet 7-sitzig |
| 1913      | Model B    |            | 4        | 50            | 361           | Limousine 10-sitzig                                          |
| 1913      | Model C    |            | 6        | 60            | 361           | Tourenwagen 7-sitzig, Limousine 7-sitzig, Landaulet 7-sitzig |
| 1913      | Model C    |            | 6        | 60            | 373           | Limousine 10-sitzig                                          |
| 1914–1915 | Model 4-50 | Model A    | 4        | 50            | 351           | Roadster 2-sitzig                                            |
| 1914–1915 | Model 4-50 | Model B    | 4        | 50            | 351           | Tourenwagen 7-sitzig                                         |
| 1914–1915 | Model 6-60 | Model C    | 6        | 60            | 361           | Tourenwagen 7-sitzig                                         |